# Saint-Lys
Saint-Lys ist eine französische Gemeinde mit 9.776 Einwohnern (Stand: 1. Januar 2022) im Département Haute-Garonne in der Region Okzitanien. Saint-Lys gehört zum Arrondissement Muret und zum Kanton Plaisance-du-Touch. Die Einwohner heißen Saint-Lysien(ne)s.

## Geografie
Saint-Lys liegt in der historischen Provinz Savès, 14 Kilometer westlich von Muret. Der Fluss Touch begrenzt die Gemeinde im Osten. Im Südosten mündet sein Zufluss Saudrune, im Nordosten die Aiguebelle.
Umgeben wird Saint-Lys von den Nachbargemeinden Fontenilles im Norden, Fonsorbes im Nordwesten, Seysses im Osten, Lamasquère im Südosten, Saint-Clar-de-Rivière im Süden, Cambernard im Südwesten, Sainte-Foy-de-Peyrolières im Westen und Saiguède im Nordwesten.

## Geschichte
Saint-Lys ist eine Bastide, die wohl 1280 begründet wurde.
Am 12. Juni 1944 verübte die SS-Division Das Reich ein Massaker an Zivilisten in Saint-Lys. Dabei ermordete sie 8 Menschen.

### Bevölkerungsentwicklung
| Jahr                      | 1962 | 1968 | 1975 | 1982 | 1990 | 1999 | 2006 | 2011 |
| Einwohner                 | 1426 | 1794 | 2820 | 3503 | 4565 | 5455 | 7741 | 8704 |
| Quelle: Cassini und INSEE |      |      |      |      |      |      |      |      |

## Sehenswürdigkeiten

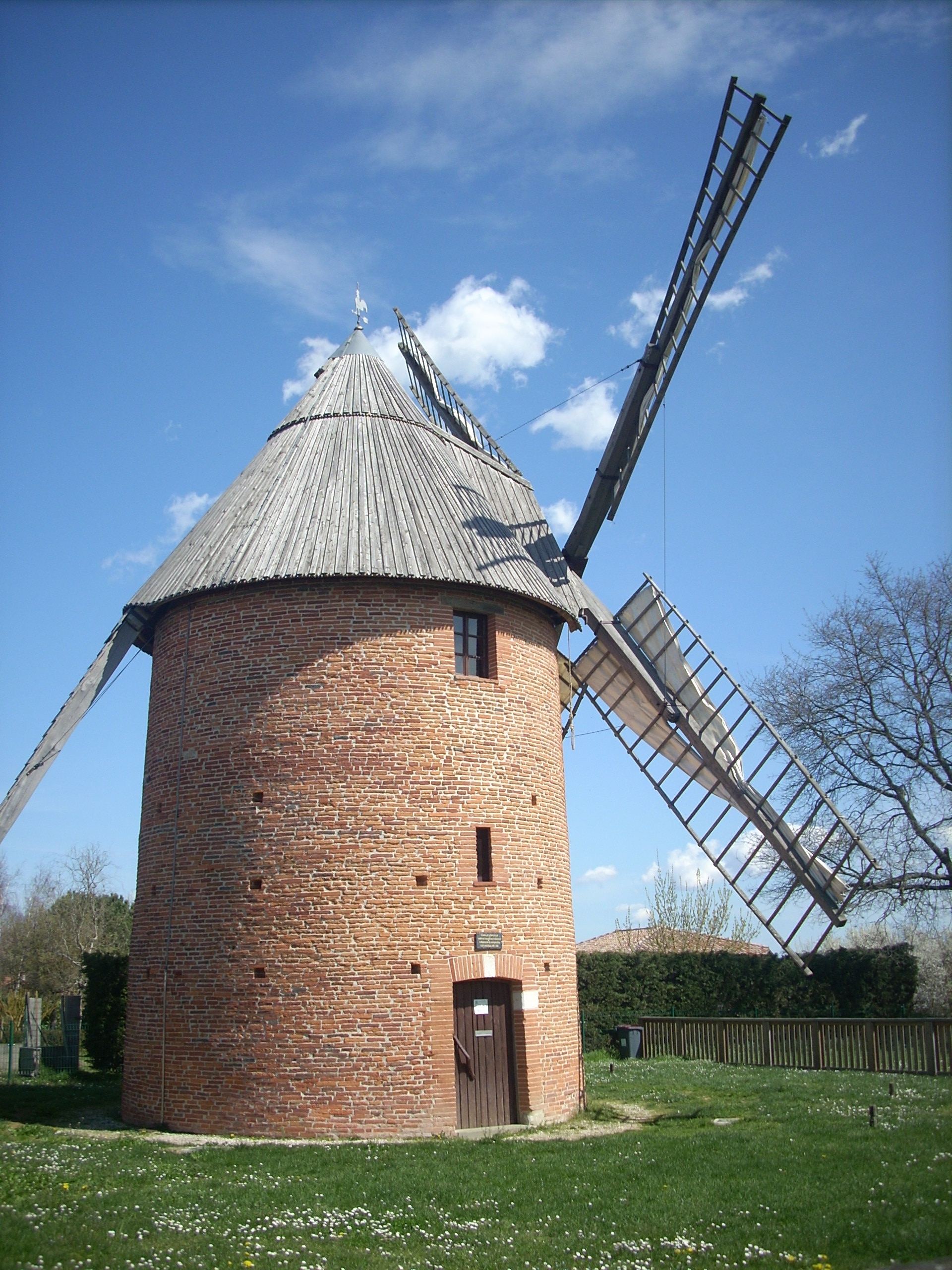
Mühle

Siehe auch: Liste der Monuments historiques in Saint-Lys
- Kirche
- Markthalle aus dem 19. Jahrhundert
- Mühle aus dem 19. Jahrhundert